# الدرشات، انتاریو
الدرشات، انتاریو (به انگلیسی: Aldershot, Ontario) یک منطقهٔ مسکونی در کانادا است که در انتاریو واقع شده‌است.